# Jean-Baptiste Quéau de Quinssy
Jean-Baptiste Quéau de Quinssy, ou Quéau de Quincy, est un administrateur colonial français né à Paris en 1748 et mort aux Seychelles le 10 juillet 1827. Il commande l'archipel de l'océan Indien pour le compte de la France à partir de 1793 puis pour le Royaume-Uni après la prise des îles en 1811. Il demeure à son poste de commandant de 1793 jusqu'à sa mort et est alors enterré à Mahé.